# Allain Bougrain-Dubourg
Pour les autres membres de la famille, voir famille Bougrain-Dubourg.
Pour les articles homonymes, voir Dubourg.
Allain Patrice Bougrain Dubourg, né le 17 août 1948 à Paris, est un militant associatif, journaliste, producteur et réalisateur de télévision français. Il est le président de la Ligue pour la protection des oiseaux (LPO) depuis 1986.

## Biographie
Fils de Patrice Bougrain-Dubourg (1920-2010), qui fut résistant puis député de Saône-et-Loire après la Libération, et de son épouse, née Edmée Bouïre de Monnier de Beauvallon, et le petit-fils du général Gabriel Bougrain.
Il découvre la nature sur l'île de Ré où sa famille a une maison de vacances, et au Muséum d'histoire naturelle de La Rochelle, étant pensionnaire au lycée Eugène-Fromentin durant sept ans.
Épris de la vie animale, il devient à douze ans le correspondant pour La Rochelle du club des Jeunes Amis des Animaux (J.A.A.) fondé par Jean-Paul Steiger (1943-2011) ; à cette époque, il est surtout passionné par les reptiles et les rapaces. À dix-huit ans, il donne des conférences dans les écoles, puis crée une exposition itinérante, baptisée le Pavillon de la Nature, afin de sensibiliser le public à la protection de la biodiversité. Soutenu par l'académicien Jean Rostand et le Président du Muséum National d'Histoire Naturelle Jean Dorst, il devient lauréat de la Fondation de la Vocation en 1969. Après le décès de Jean Rostand, il le remplaça comme membre du Jury et administrateur de la Fondation jusqu'en mars 2020.[réf. nécessaire]

### Journaliste
En 1973, TF1 lui propose de venir parler des animaux dans les émissions de la jeunesse, notamment 1,2,3, en piste dans les mercredis de la jeunesse avec Dorothée. En 1974, chaque mercredi sur Antenne 2, il anime une chronique animalière dans «Un sur cinq». Sur cette même chaîne, il poursuit en 1976 avec « Des Animaux et des Hommes », émission hebdomadaire. En 1978, il y crée et produit « Terre des Bêtes » et participe à l’émission mi-fugue mi-raison (les mercredis soirs de 1978 à 1980. En mars 1977, il réalise pour Antenne 2 à Blanc-Sablon au Canada le reportage dans lequel Brigitte Bardot lance un appel contre le massacre des bébés phoques.
À partir de 1982, il produit lui-même des émissions : Terre des bêtes (le mercredi après-midi sur Antenne 2 de janvier 1982 à juin 1987), puis Entre Chien et Loup à partir de la rentrée 1987 (enregistrée en public, diffusée le samedi en fin d’après-midi, avec Laurent Cabrol et Michel Drucker comme chroniqueurs). En 1988, il crée l'émission Animalia diffusée le samedi et qui sera supprimée par la direction de France 2 en 1996. Suivra la série « A tire d’aile ». Il est également producteur animateur de l’émission « Au nom de la faune », sur la chaîne Animaux, puis du « Journal de la faune » et de « Naturellement » pour la même chaîne.
Depuis 1996, il est producteur et réalisateur au sein de la société Nature Productions. Consacrée exclusivement à l’environnement et à l’animalier, cette société produit des programmes diffusés sur France 5 (co-production avec National Geographic), M6, France 2, France 3, Canal +, etc.
Il est producteur-présentateur de l'émission Au nom de la faune (2000 à 2003) sur la chaîne Animaux et producteur-réalisateur au sein de la société « Nature Productions » dont il est administrateur.
En 2000, il anime sur la Cinquième « Les Cinquièmes Rencontres », magazine consacré aux phénomènes naturels.
À la radio, il assure la chronique « Curieux de nature » sur France Bleu puis présente de septembre 2011 à juin 2014, chaque dimanche, sur France Inter « Vivre avec les bêtes » avec Elisabeth de Fontenay. De 2015 à 2017, il assure une chronique le dimanche matin dans le 7/9 du week-end sur France Inter avec Patricia Martin. En 2017, il poursuit sur Europe 1, le samedi matin, dans l'émission de Wendy Bouchard puis Bernard Poirette. Depuis août 2020, il anime le rendez-vous « On refait la planète » sur RTL, chaque dimanche à 19h15, auprès de Vincent Parizot.
Il écrit chaque semaine, depuis février 2021, des articles pour Charlie Hebdo,.

### Vie privée
Il fut le compagnon de Catherine Ceylac, de Brigitte Bardot, puis de l'actrice et chanteuse américaine Jeane Manson, qui figurait à ses côtés parmi les vedettes engagées dans la sauvegarde de la nature. Ils ont eu ensemble une fille, Marianne née en 1988.

### Responsabilités dans la protection animale
De 1977 à 1981, il est chargé de mission pour la protection animale auprès de Pierre Méhaignerie, ministre de l'Agriculture.
Il a été vice-président de l'Observatoire des Marées Noires en 2000, membre du Conseil National du Développement Durable, du Grenelle de l’Environnement, puis du Conseil National de la Transition Écologique, membre du conseil scientifique du parc naturel régional du Queyras, administrateur de l'école de chiens guides d'aveugles de Paris, conseiller auprès d'Océanopolis, coprésident du comité de rénovation du parc zoologique de Vincennes, administrateur du Muséum national d'histoire naturelle.
Il est président de la Ligue pour la protection des oiseaux (LPO), association nationale reconnue d'utilité publique, depuis 1986,. Il est membre du Conseil économique, social et environnemental pour les mandatures 2010 à 2015 et 2015 à 2020. Il est également président du Conseil d’orientation stratégique de la Fondation pour la recherche sur la biodiversité.
Actif sur le terrain, au nom de la LPO il intervient pendant près de 20 ans dans le Médoc pour s'opposer au braconnage de tourterelles des bois. Durant 10 ans, il se rend dans les Landes pour s'opposer au braconnage des ortolans. Intervenant en faveur des oiseaux marins lors du naufrage de l'Erika, il initie, avec la LPO, le préjudice écologique. Il donne régulièrement des conférences sur la biodiversité et la condition animale. Il réalise également des lectures de textes sur la nature avec le pianiste Patrick Scheyder.

## Décorations
- Commandeur de la Légion d'honneur en 2021[13] (officier en 2013[14], chevalier en 2005).
- Officier de l'ordre national du Mérite en 1999[15] (chevalier en 1989[16]).

## Publications
À partir de 1989, il est directeur de la collection État Sauvage aux éditions Atlas. De 1995 à 2002, il est également producteur délégué aux éditions Frémeaux & Associés pour les doubles disques compacts sur la nature et la faune.
- L'Agonie des bébés phoques, avec la collaboration de Bernard Monier, Bernard Lengelle, Alika Lindbergh. Paris, Presses de la Cité, 1978  (ISBN 2-258-00367-9).
- Le Tour de France des animaux sauvages. Paris, BIAS, 1980.
- Tendres tueurs, photographies de Yann Arthus-Bertrand. Paris, éd. du Chêne / Filipacchi, 1984 (ISBN 2-85018-364-3) édité erroné.
- Et Dieu créa les animaux, Allain Bougrain Dubourg et Marcel Clébant. Paris, R. Laffont, 1986  (ISBN 2-221-04849-0) / Paris, Librairie générale française, Collection Le Livre de poche, 1988  (ISBN 2-253-04508-X).
- Animaux : 1989, Allain Bougrain Dubourg et Brigitte Bulard-Cordeau. Paris, Compagnie 12, 1988  (ISBN 2903866155).
- Observer la nature : une passion, Allain Bougrain Dubourg et Isabelle Bourdial. Paris, Nathan, 1992  (ISBN 2-09-290146-X).
- Des animaux et des femmes, photographies de Yann Arthus-Bertrand et Philippe Bourseiller. Paris, Arthaud, 1995  (ISBN 2-7003-1063-2)
- Animaux à la une : les 200 espèces qui font l'actualité, avec Julie Delfour. Paris, Flammarion, 2006  (ISBN 2-08-201532-7).
- Curieux de nature : 30 ans de passion pour la planète. Paris, Flammarion, 2007  (ISBN 2081205491).
- Sales bêtes ? Respectons-les..., Allain Bougrain Dubourg. Paris, éd. Arthaud, 2008  (ISBN 978-2-7003-0194-6).
- Autopsie du monde animal, Allain Bougrain Dubourg, échange avec Guilhem Lesaffre, Paris, éd. Rue de l'échiquier, 2009  (ISBN 978-2-917770-03-0).
- L'île de Ré, Conservatoire du Littoral, Acte Sud/Dexia éditions, 2009.
- Les héros de la biodiversité : passion nature, Éditions Ouest-France, Rennes, 2011  (ISBN 978-2-7373-5316-1).
- Toiles de mer, éditions PC, 2011
- Dictionnaire passionné des animaux, Delachaux et Niestlé, Paris, 2013  (ISBN 978-2603019306).
- Il faut continuer de marcher !, Éditions de La Martinière, 2015  (ISBN 9782732471778), autobiographie.
- Luc Abbadie, Gilles Bœuf, Allain Bougrain-Dubourg, Claudine Cohen, Bruno David, Philippe Descola, Françoise Gaill, Jean Gayon, Thierry Hoquet, Philippe Janvier, Yvon Le Maho, Guillaume Lecointre, Valérie Masson-Delmotte, Armand de Ricqlès, Philippe Taquet, Stéphanie Thiébault et Frédérique Viard, Manifeste du Muséum : Quel futur sans nature ?, Paris, Reliefs/MNHN, 2017, 80 p. (ISBN 978-2-8565-3811-1, lire en ligne).
- Lettres des animaux à ceux qui les prennent pour des bêtes, Les échappés, 2018  (ISBN 978-2-7324-7177-8).
- On a marché sur la Terre - Journal d'un militant, Les échappés, 2020  (ISBN 978-2-3576-6170-7).
- BD Lettres des animaux à ceux qui les prennent pour des bêtes, Allain Bougrain-Dubourg et Frédéric Brémaud, Giovanni Rigano, Glénat, 2021  (ISBN 234404289X)
- La ville en vert avec Fabrice Dorso, Emeline Bailly, Alain Maugard, Ariane Rozo et Dorothée Marchand, Éditions PC (septembre 2022)

## Discographie
- Les animaux de l'Arche, conte d'Allain Bougrain Dubourg, musique par André Serre-Milan, raconté par Philippe Noiret, Allain Bougrain-Dubourg, Isabelle Adam… [et al.]. Vincennes, Frémeaux & Associés, 2001. Directeur de collection « Ambiances naturelles : île de Ré, Corse » et « Sons de la nature : encyclopédie des oiseaux de jardin, encyclopédie de la ferme, jungles du Sri Lanka, Rapaces, reconnaître les oiseaux de son jardin » Frémeaux et Associés.

## Filmographie
- Telle Quelle, documentaire sur Brigitte Bardot sa compagne, réalisé pour Antenne 2, 1982
- Le bêtisier des animaux, 1996
- Le tourisme animalier, Nature Productions, 1996
- La montagne sacrée, Nature Productions, 1999
- Amours sauvages, faune en folie, petits sauvages Nature Productions, 2003
- Micro-Océan, réalisé pour Océanopolis, Brest, 2004
- Le Pourquoi Pas ?, Nature Productions, 2005
- L'eau, aqua ça sert ?, Nature Productions, 2006
- L'île aux faucons, Nature Productions, 2009
- Les Quatre saisons du Marais poitevin, Éditions Ouest-France, 2011
- Un siècle pour les oiseaux[17], 2012